# DOL Gdynia
DOL Gdynia (Drogowy odcinek lotniskowy Gdynia) – zapasowe, awaryjne lądowisko na drodze łączącej wieś Kazimierz ze wsią Mosty.

## Położenie
DOL Gdynia znajduje się pomiędzy wsiami Kazimierz i Mosty w województwie pomorskim, w powiecie puckim w gminie Kosakowo. Położony jest 11 m n.p.m. w orientacji 09/27. Droga posiada nazwę – ulica Rumska.

## Historia
Lotnisko zostało wybudowane w czasie okupacji niemieckiej w latach 1941–1942. Niemcy rozbudowali tutejsze lotnisko, wraz z puckimi obiektami lotniczymi, gdzie powstał Gdyński Zespół Lotniskowy. Obiekty pełniły funkcje pomocnicze oraz zaplecze dla fabryk produkujących części samolotowe – Niemcy kontynuowali produkcję samolotów dla niemieckiej Luftwaffe. Nowe Rumskie lotnisko powstało na przedłużeniu ul. I Dywizji Wojska Polskiego pod wsią Kazimierz wraz ze stojanką. Obiekt związany z lotniskiem Marynarki Wojennej w Babich Dołach.
W 2010 roku przeprowadzono modernizację nawierzchni, w wyniku której zawężono szerokość do standardowych wymiarów drogi dwukierunkowej.

## Budowa i przeznaczenie
Lądowisko to jest pasem zapasowym dla lotniska w Gdyni Kosakowie. Było również lądowiskiem wojskowym, jednak nie pełni już takiej funkcji ze względu na małą aktywność wojska.
Ma 2100 m długości i 15 m szerokości. Nie posiada oznaczeń świetlnych, więc w praktyce możliwe jest korzystanie z niego przez samoloty tylko w dzień. Na obu końcach znajdują się place do zawracania samolotów, tzw. stojanki.